# THE SWARM/ザ・スウォーム
『THE SWARM/ザ・スウォーム』は、（ドイツ語：Der Schwarm）は、バーバラ・エーダー、ルーク・ワトソン、フィリップ・シュテルツルが監督したドイツの共同制作SFテレビシリーズ。フランク・シェッツィングの海洋冒険小説『深海のYrr（イール）』(早川書房刊）を原作としており、人間が引き起こした環境破壊に反応する謎の深海知能の攻撃との闘いを描いている。
推定制作費4,000万ユーロで制作され、ドイツのテレビ番組（英語で制作されたもの）としては史上最高額となった。2023年2月19日に第73回ベルリン国際映画祭で世界初公開され、最初の3話がコンペティション上映された。2023年2月22日から3月8日までZDFで初公開された。

## キャスト
| 役名                     | 俳優                             | 日本語吹替                    |
| ------------------------ | -------------------------------- | ----------------------------- |
| セシル・ローシュ博士     | セシル・ドゥ・フランス           | 斎藤恵理                      |
| シグル・ヨハンソン教授   | アレクサンダー・カリム           | 上田燿司                      |
| チャーリー・ワグナー     | レオニー・ベネシュ               | 森なな子                      |
| レオン・アナワク         | ジョシュア・オジック             | 岩中睦樹                      |
| カタリーナ・レーマン教授 | バルバラ・スコヴァ               | 唐沢潤                        |
| ティナ・ルン             | クリスタ・コソネン               | 本田貴子                      |
| アリシア・デラウェア     | ロザベル・ラウレンティ・セラーズ | Lynn                          |
| サマンサ・クロウ         | シャロン・ダンカン＝ブルースター | 藤貴子                        |
| ラヒム・アミール         | エイディン・ジャラリ             | 杉村憲司                      |
| ジャスパー・アルバン     | オリヴァー・マスッチ             | 高瀬右光                      |
| ルーサー・ロスコヴィッツ | クラース・ハウファー＝ウムラウフ | 江頭宏哉                      |
| アイト・ミフネ           | 木村拓哉                         | 木村拓哉                      |
| リク・サトウ             | 平岳大                           | 遠藤大智                      |
| ソフィア・グラネリ       | フランツィスカ・ワイズ           | 永吉ユカ                      |
| ラウラ                   | マルレーン・ショルテン           | 田村聖子                      |
| ジャック・オバノン       | ダッチ・ジョンソン               | 志村知幸                      |
| リジー・ストリンガー     | エリザベス・キニア               | 大津愛理                      |
| ダグラス・マッキノン     | ジャック・グリーンリース         | 加瀬康之                      |
| ジェス                   | アンドレア・グオ                 | れいみ                        |
| イザベル・ロッシュ       | アルバ・ガイア・ベルージ         | 島形麻衣奈                    |
| マイケル・ロッシュ       | ジェラルド・キッド               | 後藤ヒロキ                    |
| ルイ・ロッシュ           | ヴィットリオ・フィオリーニ       | れいみ                        |
| ナタリア・オリヴィエラ   | クラウディア・ユルト             | 渡辺ゆかり                    |
| サラ・トンプソン         | リディア・ウィルソン             | 坂井恭子                      |
| キット                   | ウェイン・チャールズ・ベイカー   | 武田太一                      |
| その他                   | N/A                              | 中尾智                        |
|                          |                                  |                               |
| 翻訳                     | 翻訳                             | 佐々井麻衣                    |
| 演出                     | 演出                             | 依田孝利                      |
| 録音・調整               | 録音・調整                       | 山本和利 オムニバス・ジャパン |
| 製作                     | 製作                             | 東北新社                      |

## 公開
本作は2023年2月19日、第73回ベルリン国際映画祭のベルリナーレシリーズで世界初公開され、最初の3話がコンペティション外上映された。2023年3月1日からZDFでストリーミング配信された。また、2023年3月からはRAI、フランス・テレビジョン、Viaplay、モビスター、ORF、SRF、Hulu Japanでも視聴可能になった。オーストラリアでは6月7日からストリーミングサービスBingeで上映が開始された。米国での配給権は2023年5月にCWに売却され、シリーズは9月12日にプレミア上映された。